# Westcoastblues
Westcoastblues is een bluesstijl beïnvloed door jazz en jumpblues, en met jazzy gitaarsolo's, waarin de piano een grote rol speelt. Het genre ontstond in de jaren veertig toen texasblues-muzikanten zich in Californië vestigden.

## Westcoastblues-artiesten
| - Big Mama Thornton - Dave Alexander - Charlie Baty - Charles Brown - Roy Brown - Buddy Collette - Pee Wee Crayton - Sugar Pie DeSanto - Floyd Dixon - Lowell Fulson - Cecil Gant - Peppermint Harris - Roy Hawkins - Ivory Joe Hunter - Etta James - Robert Lowery - Little Willie Littlefield - Michael Leonard Mann - Percy Mayfield | - Jimmy McCracklin - Amos Milburn - Roy Milton - Jimmy Nelson - Johnny Otis - Rod Piazza - James Reed - Sonny Rhodes - L. C. Robinson - Haskell Robert Sadler - George "Harmonica" Smith - Lafayette Thomas - Luther Tucker - Big Joe Turner - Eddie Vinson - Joe Louis Walker - T-Bone Walker - Junior Watson |